# Thoughts of No Tomorrow
Thoughts of No Tomorrow е дебютният албум на група Аватар. Издаден е 2006 г. Музиката в албума е смесица между „Арк Енеми“, „Ин Флеймс“ и „Сойлуърк“. Грубите китари и дерящи се вокали се преплитат в завладяващи мелодии. Когато записват албума, изпълнителите са едва 19-годишни.

## Списък на песните
1. Bound to the Wall – 3:28
2. And I Bid You Farewell – 3:25
3. Last One Standing – 3:26
4. War Song – 2:15
5. The Willy – 4:20
6. My Shining Star – 3:45
7. My Lie – 3:50
8. Stranger – 5:50
9. The Skinner – 1:57
10. Sane? – 2:16
11. Slave Hive Meltdown – 5:44